# Vernatting

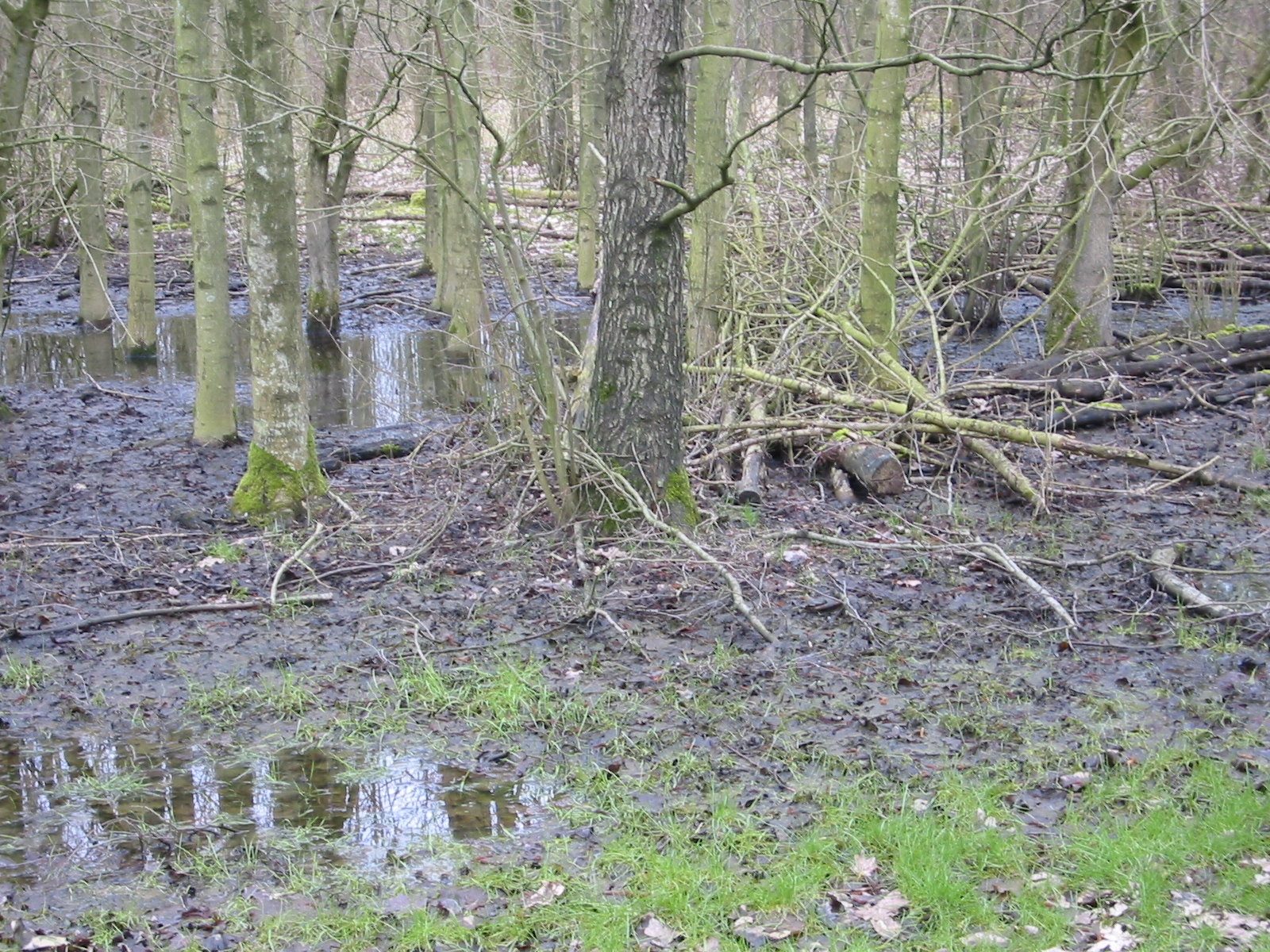
Vernatting

Vernatting is in het natuur- en landschapsbeheer het doelbewust verhogen van de grondwaterstand in een gebied. Vaak hebben projecten waarbij vernatting wenselijk is eerst de schade van verdroging ondervonden.
Een voorbeeld hiervan is het voormalige eiland Schokland, toen dit droog kwam te liggen bij de inpoldering van de Noordoostpolder, werd dit gebied steeds lager. Omdat dit gebied een "world heritage site" is, wordt er nu de waterstand op het eiland verhoogd. Dit heeft natuurlijk ook als effect dat het omliggende land vochtiger wordt. Hiervan verwacht men een positief effect op de natuurwaarden.
Een ander voorbeeld is het Hulkesteinse Bos, hier is het beheersregime gewijzigd, naast vernatting wordt een deel van het bos begraasd wat moet leiden tot een natuurlijker en open geheel. Het gevolg is echter dat de oorspronkelijke aanplant 's winters onder water staat. In hoeverre bomen als de beuk dit kunnen waarderen zal de tijd leren.

## Verrichtingen
De onderstaande ingrepen gebruikt men om vernatting te realiseren.
- demping van sloten en/of greppels in het gebied
- verondiepen van beken in het gebied
- stoppen of verminderen van grondwateronttrekking in het gebied
- het gebied bekaden of afdammen
- gebiedseigen water vasthouden door stuwen